# Aleurocerus flavomarginatus
Aleurocerus flavomarginatus es un hemíptero de la familia Aleyrodidae, con una subfamilia: Aleyrodinae. Fue descrita científicamente en 1923 por Bondar.